# 香港2013年4月
- 4月1日：和黃集團旗下香港國際貨櫃碼頭（HIT）爆發嚴重工潮進入第五日，國際貨櫃碼頭公司的保安早上向工人派發單張，指碼頭為公司的私人地方，工人阻塞通道的行為已對公司的運作及活動造成干擾，要求中午前撤走，否則將採取合法措施及，並保留提出索償的權利。碼頭業職工會總幹事何偉航表示，高等法院下午將就資方申請禁制令開庭聆訊，勞方會派三名代表出席。工黨主席兼立法會議員李卓人強調，會繼續堅持，直至公司肯與工會對話。[1]
- 4月11日上午6時12分，海怡半島10座17樓一單位發生火警，消防處7時12分升為四級火，火警9時21分撲熄，6人受傷，102名住客需疏散。[2]
- 4月10日:杏花新城2樓稻香超級漁港命案。
- 4月17日:香港女歌手陳僖儀駕駛私家車路經油麻地時失控撞壆，搶救無效，延至凌晨4時16分證實不治，終年26歲。
- 4月18日19時許，兩艘內河船在赤柱黃麻角與螺洲交界海域相撞，11人墮海，6死5生還[3]。4月19日傍晚，搜索人員在船艙內找到3具遺體[4]。4月21日，當局再發現1具屍體[5]。6月12日，搜救人員再次進入沉船的船艙內並先後撿獲最後2名死者[3]。
- 4月21日：柴灣峰華邨秀峰樓嬰屍案。
- 4月27日：第4屆全港運動會開幕。
- 4月28日：上水北區醫院大門兇殺案。